# شیرینی

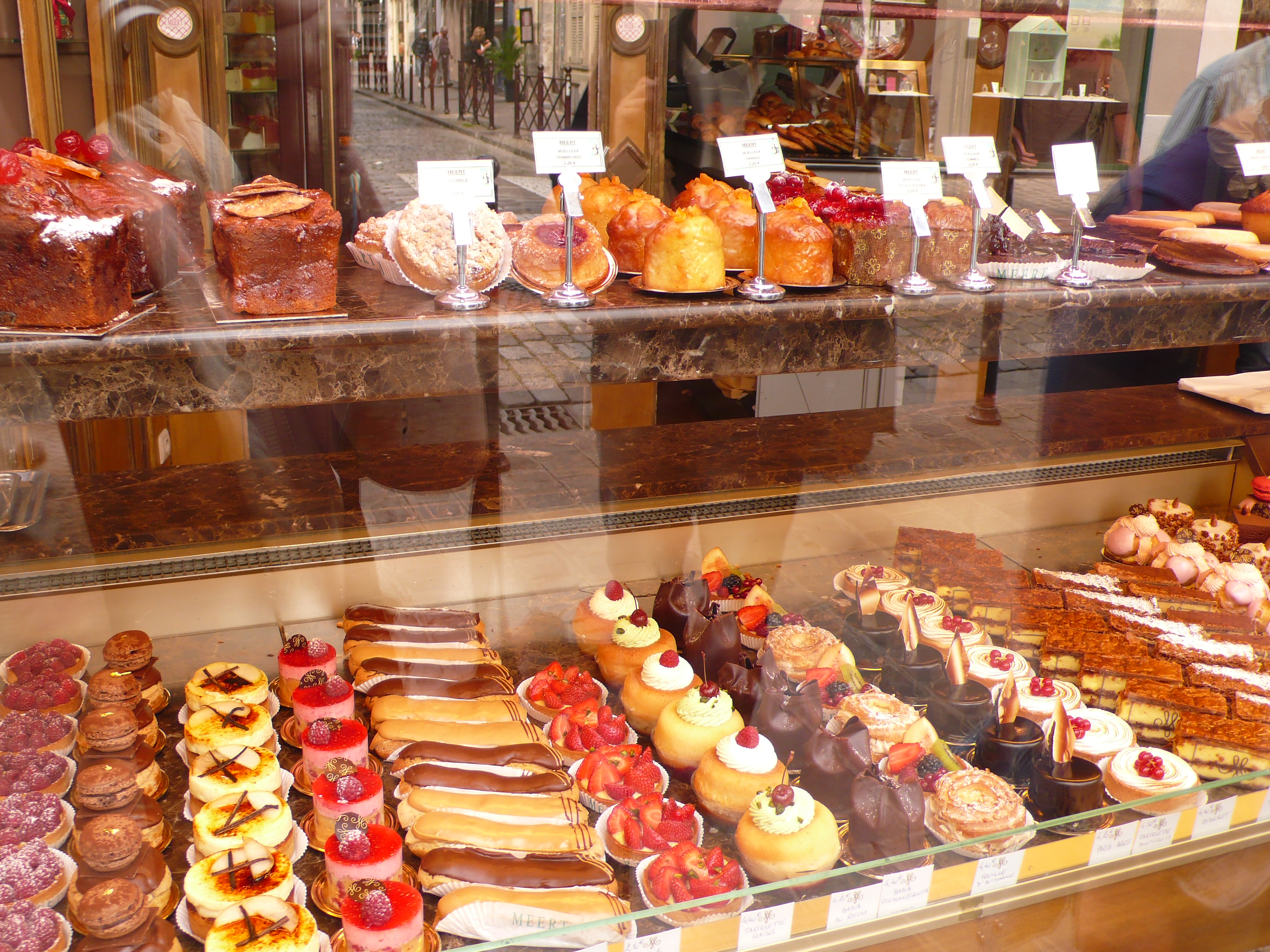
انواع شیرینی‌ها در یک قنادی

شیرینی به ماده‌ای غذایی گفته می‌شود که ترکیب اصلی آن شکر یا پودر قند یا قندهای مصنوعی باشد و در تعریف آن‌قدر گسترده‌است که شکلات‌ها را هم در بر می‌گیرد. در اغلب شیرینی‌ها، آرد و تخم‌مرغ مادهٔ اصلی دیگری علاوه بر مادهٔ شیرین‌کننده به‌شمار می‌آیند.

## انواع شیرینی

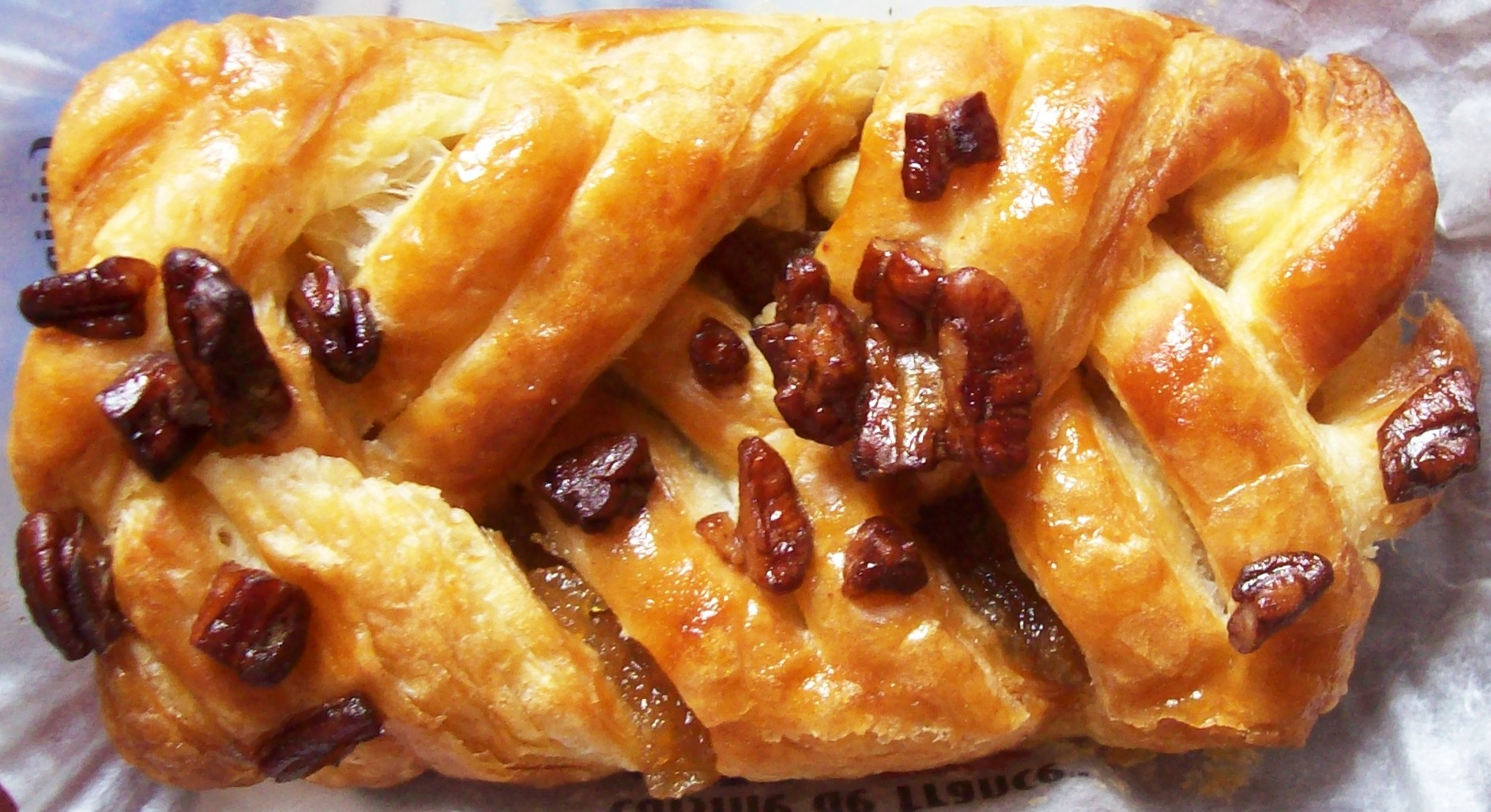
شیرینی دانمارکی یک نوع شیرینی پف دار

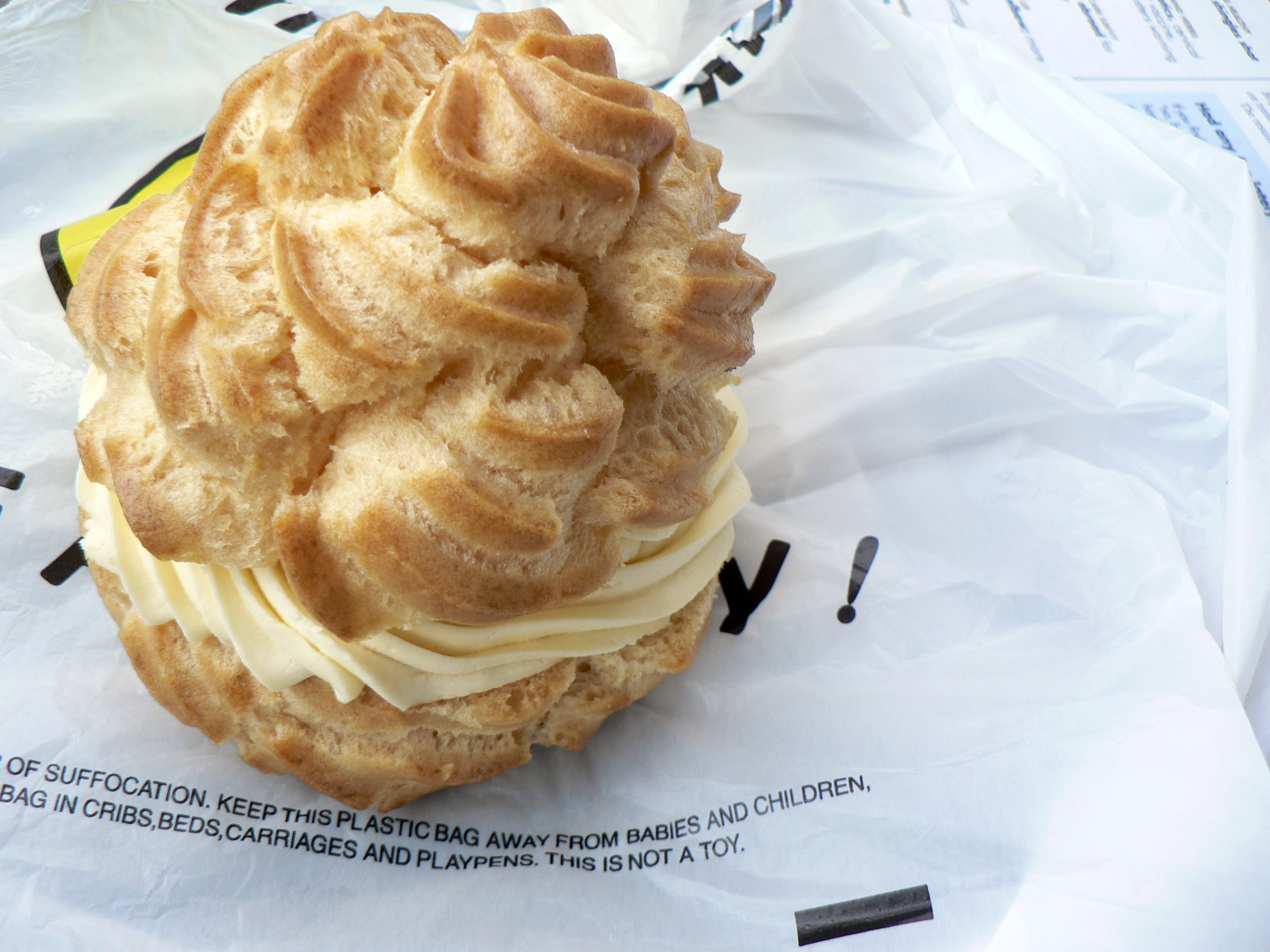
خمیر پفی و خامه درون آن

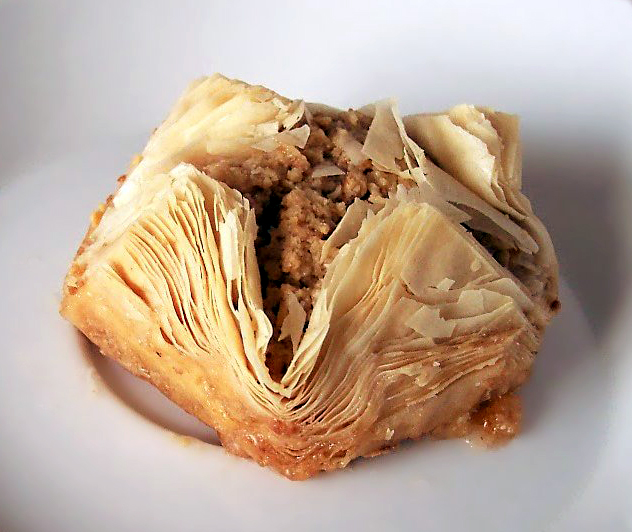
شیرینی فیلو

### بر اساس ساختار
- شیرینی پوسته کوتاه؛ ساده‌ترین و شایع‌ترین شیرینی است. که با آرد، روغن و شکر ساخته شده، و به‌طور عمده در تارت‌ها این نوع استفاده می‌شود. همچنین شیرینی است که اغلب در ساخت پای سیب بکار می‌رود. روش ساخت این شیرینی از مخلوط کردن روغن و آرد، اضافه کردن آب، و شربت شکر رول کردن خمیر که آرد مخلوط، با مالش با دست یا مخلوط کن، تشکیل می‌شود که مانع تشکیل گلوتن و در نتیجه شیرینی نرم و ترد حاصل می‌آید. یک نمونه از آن می‌توان شیرینی پوسته شیرین نام برد.
- خمیر هزار برگ، شیرینی ساده‌ای است که هنگامی که پخته شده با توجه به تعداد لایه‌ها متورم می‌شود. که شروع فرایند پخت با دمای بالا و پس از مدتی با کاهش حرارت حالت «پف» به‌دست می‌آید.
- خمیر پف‌دار که در ایران به شیرینی دانمارکی معروف است؛ دارای لایه‌های بسیاری است که اضافه نمودن مخمر باعث تورم یا «پف» آن می‌شود. این شیرینی با استفاده از آرد نول، کره مارگارین، استیک اسید و نمک برای تقویت شبکه گلوتن و شربت گلوکز شیر و تخم مرغ و طعم دهنده و آب ساخته می‌شوند. پف شیرینی بر اساس دمای فر، ورق ورقه و تردی آن بستگی دارد.

نان اکلرخامه‌ای یا نارنجک شیرینی بسیار سبک است که اغلب با خامه پر می‌شود. همچنین می‌توانید با مواد اولیه از قبیل پنیر، ماهی تن، مرغ به عنوان غذا پر شود.
- شیرینی فیلو؛ معمولاً در چند لایه نازک خمیر و به همراه کره می‌باشد. این شیرینی بسیار ظریف هستند و به راحتی خرد می‌شود.

### تأثیر دما بر شیرینی
طعم شیرین مواد در دماهای مختلف متفاوت است.
شیرینی از رابطهٔ مستقیم دما پیروی می‌کند.
بر این اساس هرچه دمای شیرینی بیشتر باشد طمع شیرین کمتر بر ذائقه حس می‌شود؛ و هرچه دما پایین‌تر باشد بیشتر طعم شیرین حس می‌شود.

### بر پایه مواد تشکیل دهنده
- کیک‌ها: در ترکیب این ماده قطعاً از آرد و تخم مرغ نیز استفاده شده و بر دو نوع عمده کیک اسفنجی و کیک کره‌ای می‌باشد. از لحاظ انواع، مافین، کیک پوند، کیک پر، کیک شیفون و… در این دسته می‌گنجند.

|                                                                                      |  |  |
| دامینوستین با پوشش شیر و شکلات. (سمت راست) دامینوستین با پوشش شکلات تلخ اصل (سمت چپ) |  |  |

- تارتها: تارت در شیرینی جات به نان زیرین شیرینی گفته می‌شود که در ترکیب آن شکر نیز به کار رفته‌است. در صورتی‌که تارت در قالبهای کوچک تهیه شود تارتلت (Tartlet) نامیده می‌شود. پایها در واقع نوعی تارت شیرینی می‌باشند که رویه آن‌ها با لایه‌ای از خمیر پوشانده شده‌است.
- شکلاتها: در این شیرینی ماده اصلی کاکائو و شکر و روغن است. در برخی از انواع آن آرد نیز به کار می‌رود.
- اسلایس‌ها: این نوع شیرینی معمولاً دارای دو لایه زیرین و رویین می‌باشد که لایه زیرین ترکیبی از آرد و لایه رویین یا ترکیبی از آرد یا ماده دیگری می‌تواند باشد که به رویه ظاهری زیبا و در عین حال پوک و خوش طعم بدهد. لازم است ذکر شود که اسلایس‌ها قطعات مربعی یا مستطیلی کوچک می‌باشند که از برش قطعات بزرگ‌تر حاصل می‌شوند.

## شیرینی‌های ایرانی
به جزء شیرینی‌های اصیل قدیمی ایران مانند گز و سوهان، شیرینی‌ها در شیرینی فروشی‌های ایران به دو دسته اصلی شیرینی خشک و تر تقسیم می‌شوند. شیرینی‌های خشک شیرینی‌هایی هستند که در تهیه آن‌ها از خامه استفاده نشده باشد و قابلیت نگهداری برای مدت بالا را داشته باشند. از معروف‌ترین این شیرینی‌ها می‌توان به شیرینی زبانی، کشمشی، دانمارکی و مربایی اشاره کرد. شیرینی‌های تر شیرینی‌هایی هستند که در تهیه آن‌ها از خامه یا کرم استفاده شده باشد و برای نگهداری باید در محیط یخچال نگهداری شوند. از معروف‌ترین این شیرینی‌ها می‌توان به شیرینی خامه‌ای و رولت اشاره کرد. با اینکه اصولاً عمر شیرینهای تر به خاطر شرایط نگهداری آنان و همچنین کم بودن تولید و مصرف محصولات لبنی در ایران درمقایسه با کشورهای اروپایی، نمی‌تواند زیاد بوده باشد، تنوع این نوع شیرینیها به نوعی بیانگر خلاقیت و ظرافت طبع ایرانی می‌باشد. ایرانیان تاریخی طولانی در تولید شیرینی جات داشته‌اند، بستنی البته نه به صورت فعلی، ۲۴۰۰ سال پیش در ایران اختراع شده‌است و ریشه تاریخی شیرینی‌های خشک غربی (cookie) به کلوچه ایرانی در ۱۳۰۰ سال پیش می‌رسد. البته حداقل در مورد بستنی، ایرانیان آنچنان در تاریخ تحول آن مشارکت نداشته‌اند که شاید ریشه در کم بودن تولید و مصرف محصولات لبنیاتی در آسیا نسبت به اروپا داشته باشد، که آن هم ریشه در مشکل دار بودن هضم لاکتوز برای اکثر مردم آسیا دارد.

### معرفی شیرینی های خشک ایرانی
برخلاف شیرینی‌های تر و خامه‌ای که بسیار شیرین و سنگین هستند، شیرینی‌های خشک، شیرینی متعادل دارند و برای صرف به صورت روزانه مناسب‌تر است. شیرینی خشک دوام و ماندگاری بالایی هم دارد. یکی از کاربردهای مهم شیرینی خشک سرو آن در کنار چای برای عصرانه و پذیرایی از مهمانان است.
برای تهیه شیرینی خشک از یک دستورالعمل مشخصی استفاده می شود و تصمیم داریم شما را با این طرز تهیه آشنا کنیم تا بتوانید در مدت زمان حدود یک ساعت به تعداد دلخواه شیرینی داشته باشید و در مناسبت‌های مختلف از آن استفاده کنید.
ابتدا شما باید با مواد لازم برای تهیه شیرینی خشک آشنا باشید و سپس طرز تهیه شیرینی خشک را آموزش ببینید. انواع شیرینی های خشک خانگی مثل:
- شیرینی نارگیلی پفکی
- قطاب یا مادم بورا
- پادرازی
- ونیزی
- نان چای
- شیرینی مربایی یا مشهدی
- سپهسالاری
- شطرنجی یا کوکی دو رنگ
- مرنگ
- کلوچه قندی
- کلوچه سیستانی
- بهشتی
- نخودچی

## نکات طلایی شیرینی پزی
شیرینی پزی کاری است که در آن علم و هنر را به کار می‌گیریم. اگر بخواهیم نتیجه مطلوبی به دست آوریم باید چند نکته را بدون تعارف رعایت کنیم.
۱) مواد و ابزار مورد استفاده شما باید به طور صحیح انتخاب شوند. موادی که انتخاب می‌کنیم باید بهترین و مرغوب‌ترین کیفیت را داشته باشند. ۲) نوع و مقدار موادی که به کار می‌بریم طبق دستور باشد. ۳)مهم‌ترین موادی که در شیرینی کاربرد دارد عبارت اند از؛ کره یا روغن، آرد و مواد تخمیر کننده. ۴) روغن یا کره مزه خوبی به شیرینی می‌دهد و آن را مغذی می‌کند. هر نوع روغن یا کره‌ای که در دستور شیرینی است باید همان را مصرف کنیم؛ چون نتیجه کار به انتخاب آن بستگی دارد. روغن یا کره باید از بهترین نوع انتخاب شود، همچنین نباید عطر یا بویی داشته باشد تا بوی مواد دیگر را که لازم است در شیرینی بماند از بین نبرد. ۵) برای اینکه شیرینی بد بو و طعم نشود ظرف‌های مربوط به آن را خیلی تمیز بشویید.۶) برای این که شیرینی‌ها نسوزد ساعت را با خود به آشپزخانه ببرید. ۷) از قالب‌های مخصوص شیرینی پزی استفاده کنید. ۸) مواظب درجه فر باشید، مدام باید شیرینی‌ها را چک کنید تا نسوزد. ۹) فر، گرم و حاضر باشد.۱۰) همه چیز را پیش از شروع روی میز بچینید.۱۱) تمام لوازم شیرینی پزی مثل کارد، چنگال قالب و ... در دسترس باشد. ۱۲)اگر باید شکلات مصرف کنید، آن را در ظرفی بگذارید، در آب داغ بگذارید تا شکلات به روش بن ماری آب شود. ۱۳) اگر در دستور شیرینی، روغن زیادی به کار می‌بریم، لازم نیست سینی فر را چرب کنیم، اگر این چنین نیست باید سینی فر را چرب کنیم.۱۴) آرد لازم را از ابتدا الک کنید و اندازه بگیرید، چنانچه ظرف مخصوص ندارید و با فنجان اندازه می‌گیرید سعی کنید فنجان از حد معمول و متوسط بزرگ‌تر نباشد. وقتی آرد را در فنجان می‌ریزید روی آن را با کارد صاف کنید. ممکن است آرد و شکر را با قاشق سوپ خوری نیز اندازه بگیرند. بد نیست مقاله تبدیل پیمانه به گرم را بخوانید.۱۵) سایر مواد خشک مورد مصرف را اندازه بگیرید و در ظرف‌های جداگانه حاضر کنید.۱۶) اگر از میوه و انواع دانه‌های روغنی استفاده می‌کنید، آن‌ها را اندازه بگیرید و حاضر کنید.۱۷) اگر باید روغن یا کره را آب کنید بهتر است روی شعله ملایم بگذارید، چون عطر روغن از بین می‌رود و بوی روغن داغ در شیرینی زننده است. لازم است روغن را با قاشق چوبی آنقدر بزنید تا آب شود انتظار نداشته باشید که روغن به کلی آب شود. بلکه به صورت کرم یا ماست در می‌آید که برای پخت شیرینی مناسب است. ۱۸) برای اندازه‌گیری شکر پس از این که آن را در فنجان می‌ریزید روی آن را با کارد صاف کنید و ابتدا از تمیز بودن شکر اطمینان داشته باشید، بهتر است شکر را الک کنید. ۱۹)اگر چاشنی های مورد نیاز را اول با روغن مورد مصرف خوب هم بزنید، بهتر با خمیر مخلوط خواهد شد.۲۰) معمولاً تخم مرغ اول با شکر یا روغن مخلوط می‌شود؛ مگر این که دستور غیر از این بگوید. ۲۱) دانه‌ها و میوه‌جات همیشه در آخر به کار می‌روند. ۲۲) گاهی کیک یا شیرینی به ظرف می‌چسبد و به راحتی در نمی‌آید برای اینکه آن را بدون دردسر بیرون بیاورید، قالب را روی یک قطعه کاغذ تمیز واژگون کرده و آن را با پارچه مرطوب بپوشانید. پس از ۵ دقیقه شیرینی و کیک به آسانی از قالب جدا می‌شود.

## نگارخانه

نگارخانه
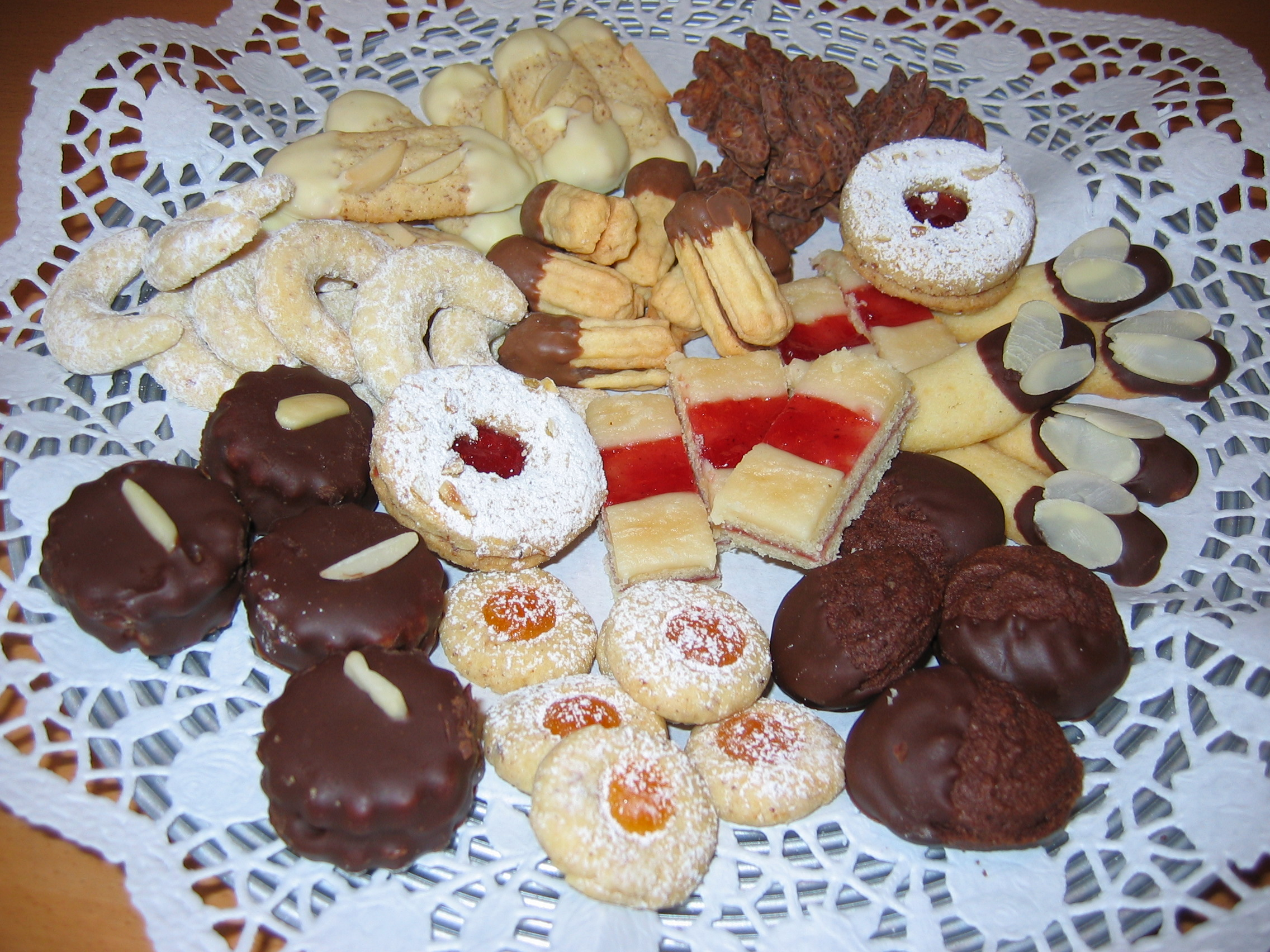
انواع شیرینی خشک و شکلاتی
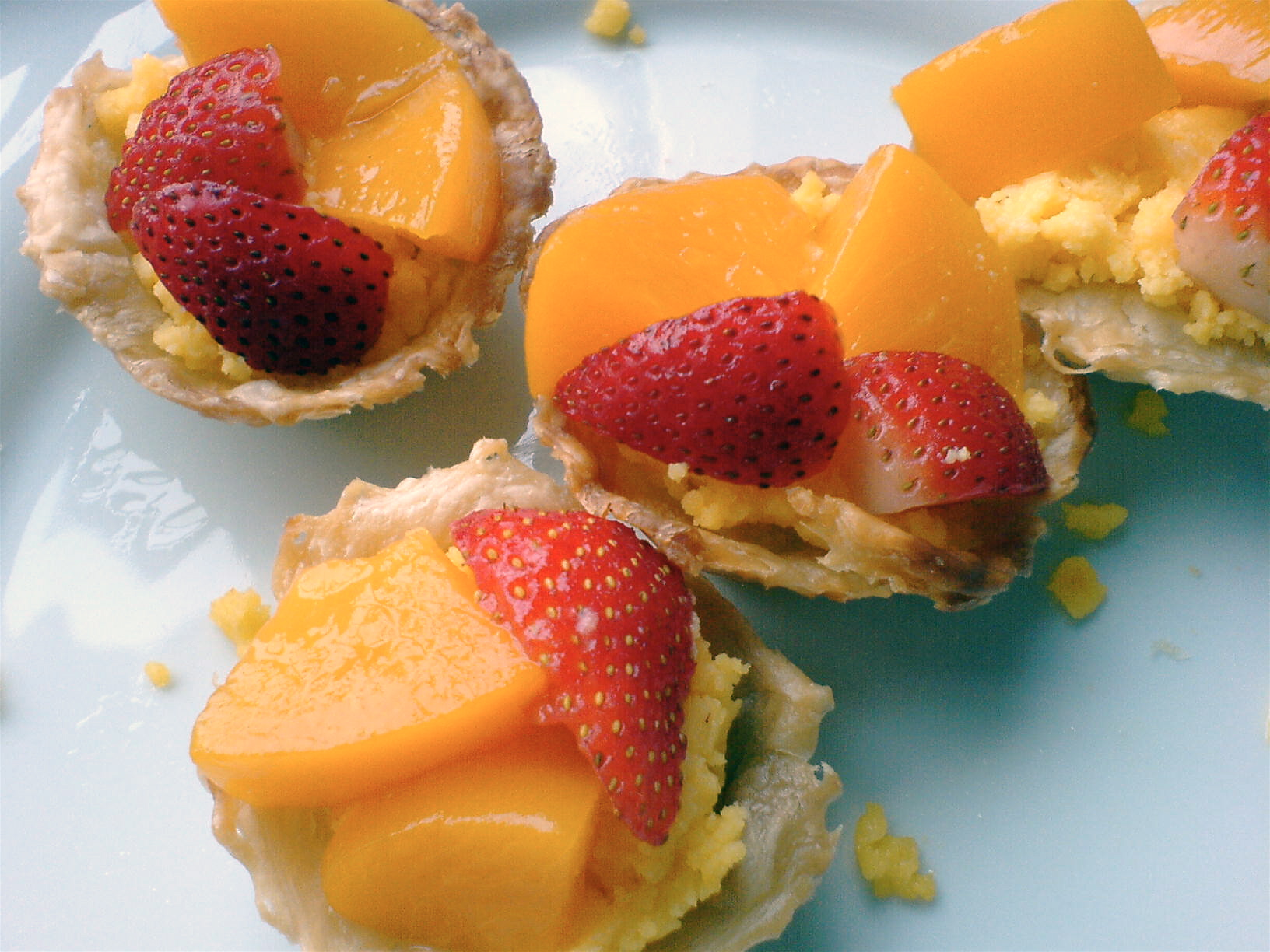
تارت میوه
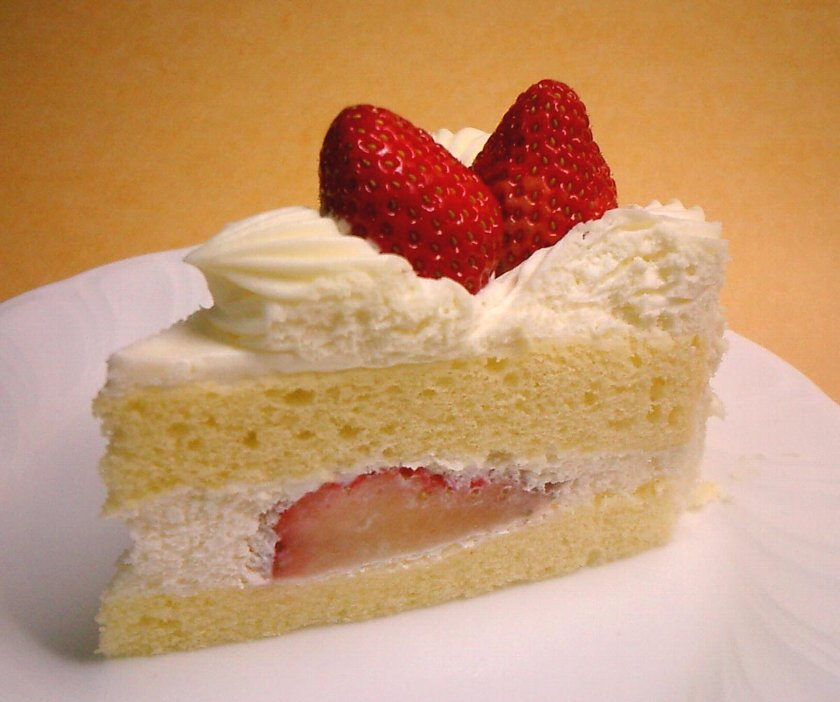
شرت‌کیک
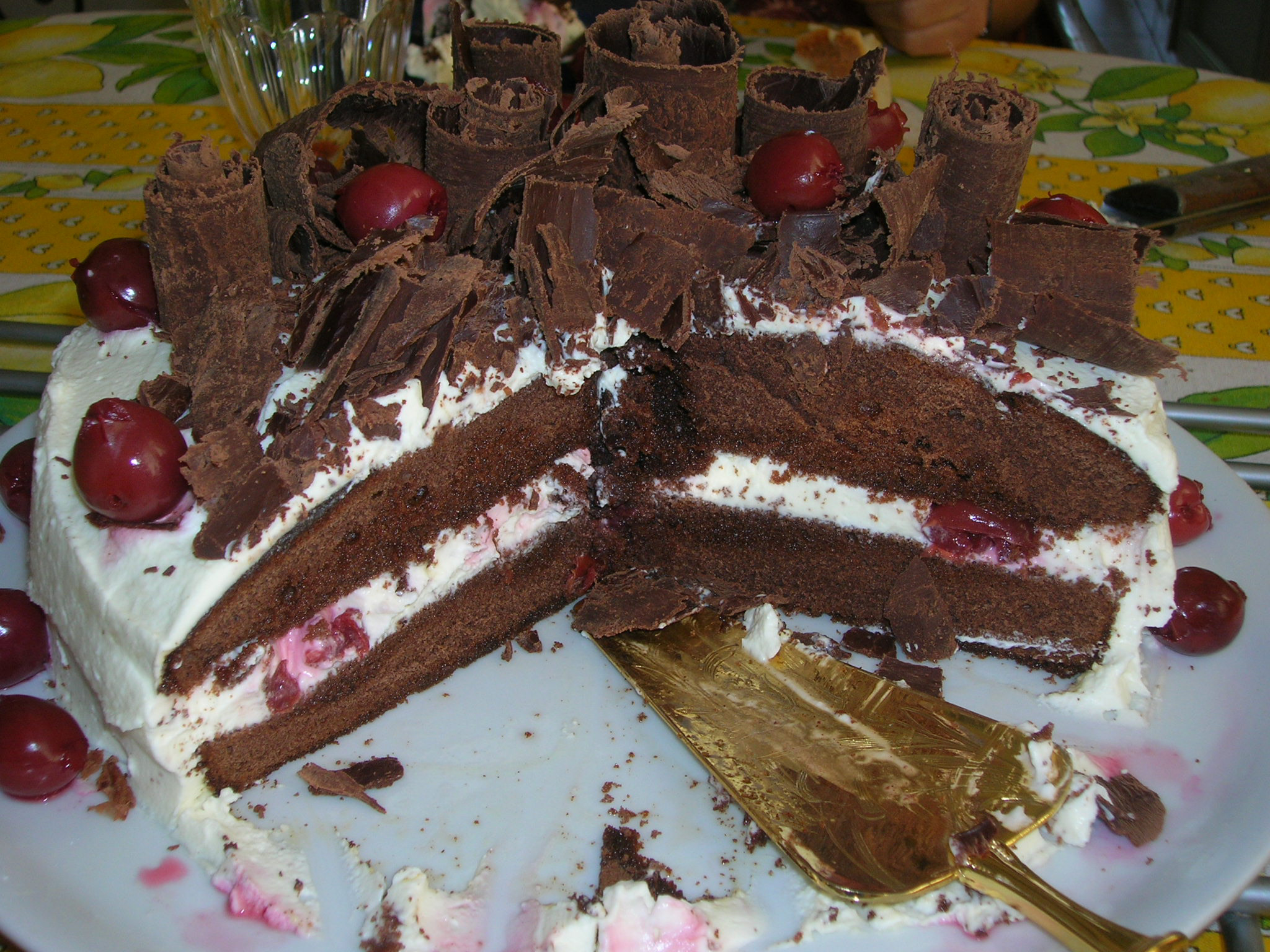
کیک جنگل سیاه
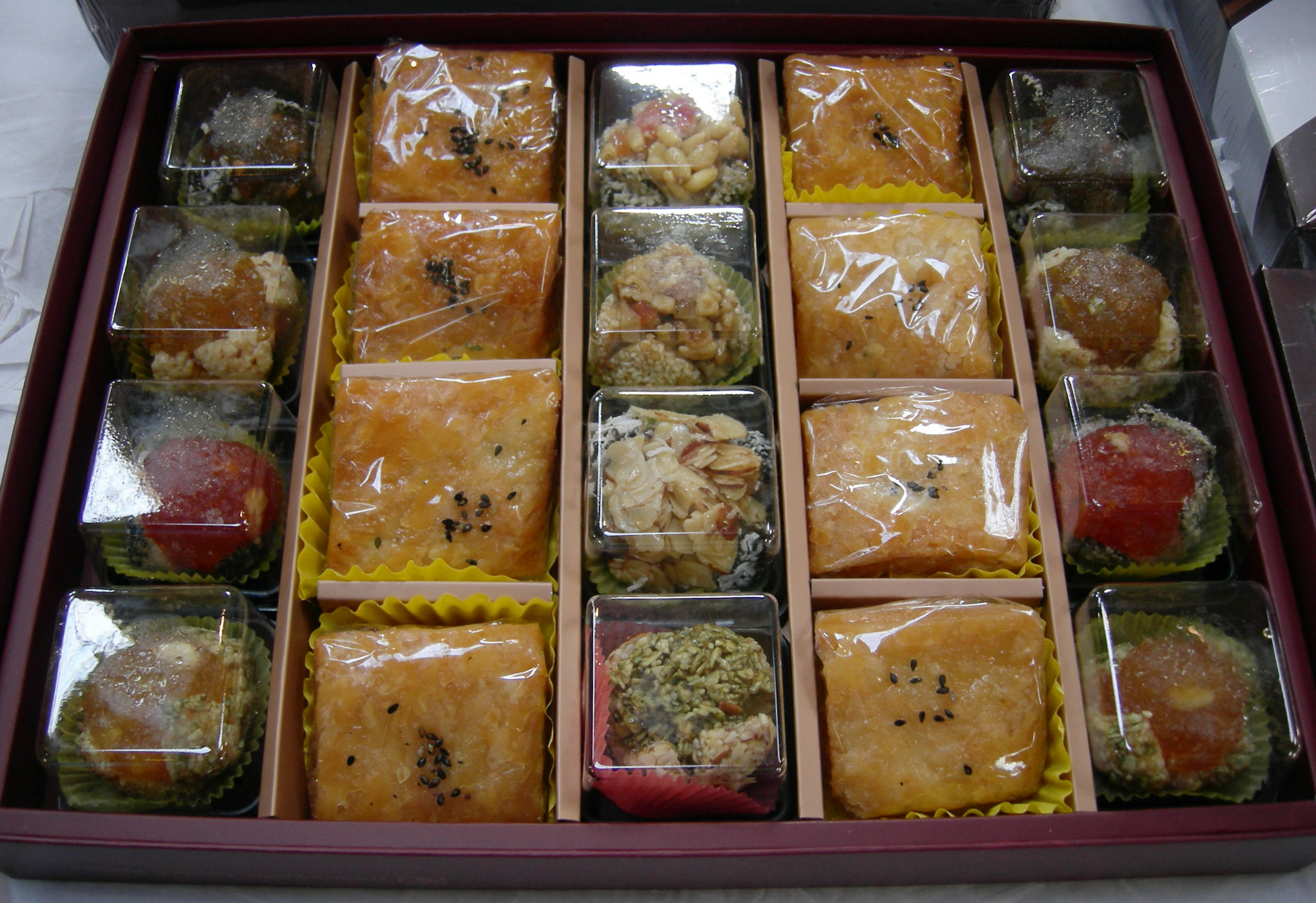
شیرینی‌های مخصوص کشور کُره
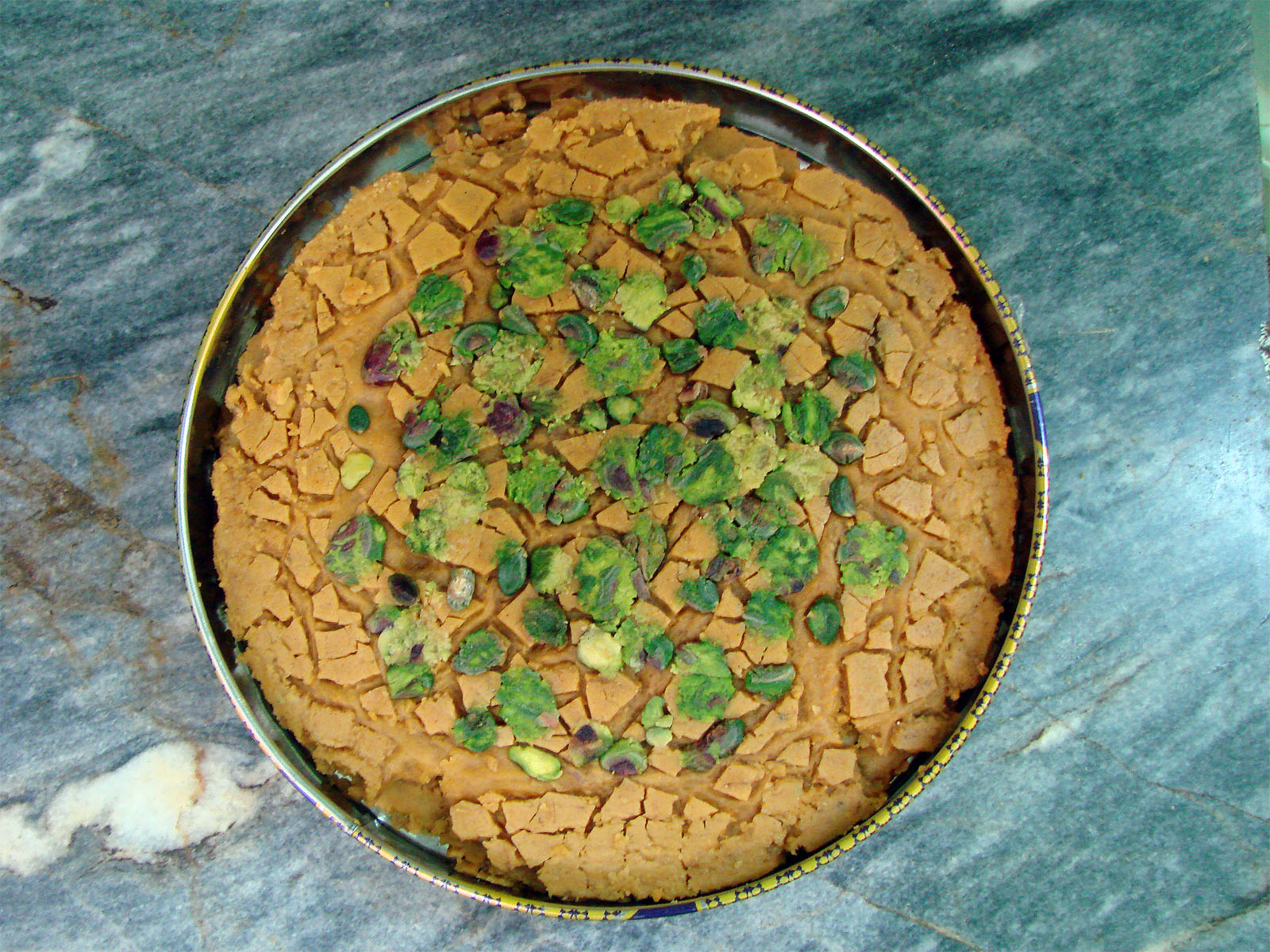
سوهان، شیرینی مخصوص قم